# SATB1
SATB1‏ (SATB homeobox 1) هوَ بروتين يُشَفر بواسطة جين SATB1 في الإنسان.